# Tapiena minor
Tapiena minor är en insektsart som beskrevs av Bolívar, I. 1906. Tapiena minor ingår i släktet Tapiena och familjen vårtbitare. Inga underarter finns listade i Catalogue of Life.